# Варотари, Алессандро
Алессандро Леоне Варотари (итал. Alessandro Leone Varotari, Il Padovanino; 4 апреля 1588, Падуя — 20 июля 1649, Венеция) — живописец итальянского маньеризма венецианской школы. Более известен под прозванием Падованино.

## Биография и творчество
Алессандро родился в Падуе, область Венето, отсюда его прозвание «Πадованино» (Малыш-падуанец). Он был сыном живописца и архитектора Дарио Варотари (ок. 1539—1596) из Вероны, происходившего из Страсбургской или Аугсбургской семьи по фамилии Вейроттер. Ранее считалось, что Алессандро учился живописи у отца, однако это сомнительно по датам, поэтому, вероятнее, что он обучался самостоятельно, в основном по картинам молодого Тициана и Веронезе, в частности тем, которые находились в Скуола-дель-Санто в Падуе, и фрескам Андреа дель Сарто, которые он копировал. Старшая сестра Алессандро — Кьяра Варотари также была художницей (она помогала брату в работе и сопровождала его в путешествиях), как и сын последней — Дарио Варотари Младший.
В 1612 году в Падуе Падованино женился на Катерине Меза. Переехал в Венецию в 1614 году. В 1615—1639 годах был членом венецианского «Братства живописцев» (Fraglia dei pittori). После 1614 года совершил учебную поездку в Рим, где копировал картину «Вакханалия» Тициана. Ранние картины Варотари, такие как «Неверие святого Фомы», «Мадонна с Младенцем» и «Сошествие Святого духа на апостолов», показывают влияние Тициана. В последующие годы он работал над украшением интерьера церкви Санта-Мария-Маджоре в Венеции. В 1625 году совершил ещё одну поездку в Рим.
В Риме он соприкоснулся с художественными новшествами болонцев Карраччи. Однако он оставался верным венецианской школе Пальмы Младшего и Тициана. После 1614 года Падованино не проживал в Падуе, но его отношения с родным городом не прерывались: в 1622 году он написал картину «Брак в Кане» для трапезной Сан-Джованни-ди-Вердара в Падуе (ныне в Скуола-Гранде-ди-Сан-Марко в Венеции), в которой архитектурный фон в стиле Веронезе не скрывает его приверженность изобразительному языку Пальмы Младшего и Тициана. Оригинальную трактовку античного мифа художник предложил в картине «Марс и Венера играют в шахматы».
В Санкт-Петербургском Эрмитаже имеются две картины Варотари: «Грации и Амур», «Эвмен и Роксана». Последняя поступила из собрания Барбариго в Венеции.
Среди учеников Варотари были Пьетро Либери, Джулио Карпиони и Бартоломео Скалигеро.

## Галерея
- Венера и Амур. 1620. Холст, масло. Местонахождение неизвестно
- Венера и Амурино. Холст, масло. Музей венецианского сеттеченто. Ка-Реццонико, Венеция
- Венера и Марс, застигнутые Вулканом. 1631. Холст, масло. Частное собрание
- Спящая Венера и путти. Холст, масло. Частное собрание
- Похищение Европы. Между 1635 и 1645 гг. Холст, масло. Фонд Карипло
- Mарс и Венера играют в шахматы. 1630—1640. Холст, масло. Земельный музей. Ольденбург, Германия
- Церера и два путти. 1640-е гг. Холст, масло. Музей венецианского сеттеченто. Ка-Реццонико, Венеция